# The Broken Land
The Broken Land (v anglickém originále The Broken Land) je americký filmový western z roku 1962. Režisérem filmu je John A. Bushelman. Hlavní role ve filmu ztvárnili Kent Taylor, Diana Darrin, Jody McCrea, Robert Sampson a Jack Nicholson.

## Obsazení
| Kent Taylor    | Jim Cogan     |
| Diana Darrin   | Mavera        |
| Jody McCrea    | Ed Flynn      |
| Robert Sampson | Dave Dunson   |
| Jack Nicholson | Will Brocious |
| Gary Sneed     | Billy         |
| Don Orlando    | Douchette     |
| Helen Joseph   | Ruth Flynn    |